# ブランプトン (カーライル)
ブランプトン（英：Brampton）は、イングランドのカンブリア州のシティ・オブ・カーライル内に位置する小さなタウン。人口は4,000人ほど。